# Miguel Ángel Ponce
Miguel Ángel Ponce Briseño (Sacramento, California, Estados Unidos; 12 de abril de 1989) es un exfutbolista estadounidense-Mexicano. Jugaba como lateral izquierdo. 

## Trayectoria

### Inicios
Comenzó jugando al fútbol en el año de 1999, en una escuela de fútbol en los Estados Unidos, al tener buenas actuaciones jugó en el L. A. Galaxy, donde comenzó jugando en las categorías inferiores, no fue hasta el año 2005 que fue visoreado por un agente de Chivas, y le hizo la invitación de probarse en Chivas. En ese mismo año se mudó a Guadalajara, para probarse en Chivas, incluso recibió los elogios de los entonces jugadores Oswaldo Sánchez y Jonny Magallón que fueron invitados especiales para el torneo de categorías inferiores de Chivas en 2006.[cita requerida]

### Club Deportivo Guadalajara
Debutó en el Chivas San Rafael de la Segunda División en el 2007, después ha estado en los cuadros de Tercera, Segunda y Primera División A de las Chivas, jugando la mayor parte del 2010 con el cuadro de las Chivas Sub-20.
Guadalajara en los últimos tiempos es un club que ha trabajado muy bien en las Fuerzas Básicas, así lo han demostrado en las diferentes categorías del balompié nacional. El 24 de abril de 2010, debido a diversas circunstancias que se presentaron, Miguel Ángel Ponce debutó en la máxima categoría como titular.
Miguel Ponce, participó en la Copa Libertadores 2010, debido a la ausencia de varios de los jugadores titulares, Miguel Ponce ganó su puesto titular en el club; debido a un trabajo aceptable en el plantel.

### Deportivo Toluca
Al finalizar el Apertura 2013, Chivas no requirió de sus servicios y el 14 de diciembre de 2013 se oficializa su traspaso a los Diablos Rojos de cara al Clausura 2014 donde tuvo un año de buen fútbol que incluso le valió un llamado a la Selección y ser parte del plantel mundialista para Brasil 2014, a pesar de que el propio jugador, así como el técnico José Saturnino Cardozo y la afición Escarlata querían que Miguel continuara, el Toluca, rechazó pagar la cláusula de 7 millones de dólares.

### Club Deportivo Guadalajara (Segunda Etapa)
El 28 de noviembre de 2014, tras no validarse la compra del Toluca, se oficializó su regreso al Club Deportivo Guadalajara convirtiéndose en el segundo refuerzo de cara al Clausura 2015. El 4 de noviembre de 2015, llega a su primera final con Chivas, en la Copa MX, jugando los 90 minutos en la victoria de 0-1 ante el Club León, bajo las órdenes de Matías Almeyda.
El 2 de noviembre de 2016, llegó a su segunda final con Chivas, en la visita del Estadio Corregidora donde perdieron en penales 3-2. El 19 de abril de 2017, llegó a su tercera final con las Chivas en la Copa MX, donde fue factor en sus actuaciones, ganando en penales 3-1 ante el Monarcas Morelia.
El 25 de mayo de 2017, juega su primera final de Liga MX ante los Tigres UANL, jugando los 2 partidos donde se coronó campeón por primera vez en su carrera de futbolista, siendo su primer título con el Rebaño.

### Club Necaxa
El 7 de junio de 2017, se oficializa su traspaso al Club Necaxa en calidad de préstamo por 1 año con opción a compra. Debuta con los rayos el 29 de julio de 2017, en la victoria de 1-0 ante el Club Tijuana, jugando los 90 minutos.
El 11 de abril de 2018, llega a su primera final con Necaxa en la Copa MX, jugando los 90 minutos, convirtiéndose en campeón por tercera ocasión, y primera vez con los rayos del Necaxa.

### Club Deportivo Guadalajara (Tercera Etapa)
En junio de 2018, finaliza su préstamo con Club Necaxa y por petición de José Saturnino Cardozo, se oficializa su regreso al Club Deportivo Guadalajara convirtiéndose en el tercer refuerzo de Chivas de cara al Apertura 2018.
El 12 de octubre del 2022, Chivas anuncia la salida de Miguel Ponce, tras 4 años de estar en el club.

## Selección nacional

### Selección de Estados Unidos
Tuvo convocatoria en la selección de Estados Unidos quedando en la lista final de 23 jugadores, pero rechazo estar con la selección.[cita requerida]

### Sub-23
En agosto de 2011 quedó también en la lista final de 23 jugadores para disputar los Juegos Panamericanos Guadalajara 2011.
Para mayo de 2012 jugó en el Preolímpico de la Concacaf rumbo a Londres 2012 jugando 5 partidos y metiendo 2 goles.
En julio de 2012 fue incluido en la lista de 18 jugadores que representaron a México en el Torneo de Fútbol Masculino de los Juegos Olímpicos de Londres 2012, donde utilizó el número 16 (el mismo número que utilizó en Chivas).

### Selección absoluta
| Club               | País   | PJ | Goles | Periodo     |
| ------------------ | ------ | -- | ----- | ----------- |
| Selección Mexicana | México | 12 | 1     | 2014 - 2023 |

El 21 de enero de 2014, tras grandes actuaciones en el Toluca fue convocado por el entrenador Miguel Herrera para el amistoso contra Corea del Sur, el 29 de enero hizo su debut con la selección mayor.
El 20 de mayo de 2014 es convocado de último momento a la Copa del Mundo de Brasil 2014 debido a la baja por lesión de Juan Carlos Medina.

#### Goles internacionales
| Gol | Fecha               | Sede                                                  | Oponente  | Marcador | Resultado | Competición                     |
| --- | ------------------- | ----------------------------------------------------- | --------- | -------- | --------- | ------------------------------- |
| 1.  | 14 de julio de 2013 | Sports Authority Field at Mile High, Denver, Colorado | Martinica | 3–1      | 3–1       | Copa de Oro de la Concacaf 2013 |

### Participaciones en selección nacional
| Copa                           | Categoría | Sede           | Resultado        |
| ------------------------------ | --------- | -------------- | ---------------- |
| Copa América 2011              | Absoluta  | Argentina      | Fase de grupos   |
| Juegos Panamericanos 2011      | Sub-22    | Guadalajara    | Medalla de oro   |
| Juegos Olímpicos de 2012       | Sub-23    | Reino Unido    | Medalla de oro   |
| Copa Oro Concacaf 2013         | Absoluta  | Estados Unidos | Tercer lugar     |
| Copa Mundial de Fútbol de 2014 | Absoluta  | Brasil         | Octavos de final |

## Palmarés

### Campeonatos nacionales
| Título       | Club        | País           | Año     |
| ------------ | ----------- | -------------- | ------- |
| Copa MX      | Guadalajara | México         | 2015    |
| Supercopa MX | Guadalajara | Estados Unidos | 2015-16 |
| Copa MX      | Guadalajara | México         | 2017    |
| Liga MX      | Guadalajara | México         | 2017    |
| Copa MX      | Necaxa      | México         | 2018    |

### Campeonatos internacionales
| Título                          | Club             | País           | Año  |
| ------------------------------- | ---------------- | -------------- | ---- |
| Medalla de Oro en Panamericanos | Selección Sub-22 | Guadalajara    | 2011 |
| Preolímpico de Concacaf         | Selección Sub-23 | Estados Unidos | 2012 |
| Torneo Esperanzas de Toulon     | Selección Sub-23 | Francia        | 2012 |
| Juegos Olímpicos                | Selección Sub-23 | Londres        | 2012 |